# 黃修明
黃修明（1909年—1947年3月22日），中華民國昆蟲學家，廣東梅縣人，於二二八事件中遇難。

## 生平
黃修明本名月華，生長於農家，就讀國立北平大學農學院時改名修明，期間鑽研昆蟲學，1933年畢業於農業化學系，1935年取得農學士學位後任職實業部廣州商品檢驗局汕頭檢驗分處，之後進入上海商品檢驗局植物病蟲害檢驗組，1939年在廣西省桂平、北流等7個縣調查過農業主要害蟲，整理出水稻、蔬菜、果樹、林木及其它作物害蟲共144種。1941年，黃修明編著的《昆蟲生態學概論》由中華書局出版:120。
黃修明的研究專長是鱗翅目灰蝶，1943年他在震旦博物院的期刊《中國昆蟲學論叢》（法語：Notes d'Entomologie chinoise）發表《中國灰蝶名錄》（英語：The Chinese Lycaenidae），彙總了當時已知的灰蝶物種數50屬222種及相關的文獻資料，是當時中國學者對灰蝶最完善的研究:356-357。
黃修明於抗戰時期喪妻。1946年10月臺灣省行政長官公署農林處檢驗局局長葉聲鐘到上海市考察，要求派員協助，上海商檢局在同年11月派技正黃修明至臺灣，黃修明到臺灣後任職臺灣省專賣局煙草試驗所技正兼病蟲害課課長，並兼任臺灣省立農學院教授。1947年3月2日，臺灣二二八事件波及到臺中，當天黃修明在煙草試驗所官舍午餐時內被暴徒砍傷頭部，經送臺灣省立臺中醫院急救，至3月22日在院重傷不治後火葬。:43:26

## 身後
黃修明的表哥將黃修明的五歲幼子和骨灰帶回廣東梅縣，與黃妻合葬。黃修明之子在臺中市二二八紀念碑揭幕時因未前去觀禮而收到臺中市政府領取紀念品的通知函，但財團法人二二八紀念基金會認為黃修明並非遭受公務員或公權力侵害，拒絕他的補償申請。